# Aron Ralston
Aron Lee Ralston (Marion, Ohio, 27 oktober 1975) is een Amerikaans bergsporter, die bekend werd door het feit dat hij in 2003 tijdens een canyoning in het zuidoosten van Utah een ongeval overleefde, door zijn eigen onderarm te amputeren.
Terwijl hij door een rotsspleet klom, raakte er een stuk steen los dat samen met Ralston naar beneden gleed. Zijn arm raakte acuut bekneld tussen het rotsblok en de rotswand en was met geen mogelijkheid meer los te krijgen. Vijf dagen en zeven uur zat Aron Ralston vast met slechts een touw, een videocamera, een horloge, een veldflesje water, een aantal voedingsrepen en een klein bot zakmes.
Uiteindelijk besloot hij zijn eigen onderarm te amputeren. Dat kon alleen maar door eerst zelf de botten in zijn onderarm te breken door zijn arm te verdraaien en vervolgens met een punt van het mesje zijn arm los te hakken/snijden.
Nadat hij zichzelf bevrijd had, moest hij ongeveer 20 meter langs de steile rotswand abseilen om de veiligheid te bereiken. Daarna moest hij nog kilometers lopen om terug te komen bij zijn auto. Hij werd ontdekt door een Nederlands echtpaar en hun zoon die hem water gaven en de hulpdiensten alarmeerden. Enkele uren later werd hij opgehaald met een helikopter.
In 2006 trouwde Ralston en in februari 2010 kreeg hij een zoontje. Ralston klimt nog steeds en geeft ook lezingen.
Over het incident maakte regisseur Danny Boyle de film 127 Hours met in de hoofdrol James Franco.